# Нижний Туга
Нижний Туга (чечен. Тlуга) — средневековый башенный замковый комплекс Майстинского ущелья. Находится в Итум-Калинском районе Чеченской Республики. Датируется XVI—XV веками.

## История
В. И. Марковин в своих трудах упоминает анонимного автора 1822 года, который дал верное суммарное описание боевых башен в Чечне. Исследования неизвестного автора были опубликованы в журнале «Русский инвалид» за 1822 год. К середине XIX века относятся наблюдения А. П. Берже. Он методично упоминает все виденные им башни, без описания. Несколько позже А. П. Ипполитов опубликовал рисунки двух боевых сооружений у села Шатой. Но наибольшее научное значение имеет работа В. Ф. Миллера. В ней детально описаны многие памятники зодчества Чечено-Ингушетии.
Ещё в первой половине XIX века неподалеку от города Грозного, в Ханкальском ущелье, стояла боевая башня. А. П. Берже упоминает серии башен, которые сторожили поселки и тропы жителей Аргунского ущелья.
В 1927—1928 австрийский ученый Бруно Плечке собрал интересный материал, посвященный Чечне. Однако лишь с 1935 году, с созданием Северокавказской археологической экспедиции, руководимой Е. И. Крупновым, началось более планомерное изучение древностей Чечни. В 1986 году район Майсты исследовался В. В. Великой и Д. Ю. Чахкиевым, также описавших и обмеривших часть памятников Васеркела, Цекалоя, Пуог и Туга. В Туга проживали талантливые мастера строители башен Батаг, Чонкар и. др., работавшие не только в Чечне, но и приглашавшиеся для этого в горную Грузию. Их всегда щедро одаривали скотом, тканями, оружием, порохом, металлами за качественно выполненную работу.

## Описание
В Нижнем Туга располагались 2 боевые пяти этажные башни с зубчатым венчанием в комплексе с двенадцатью жилыми башнями и оборонительными стенами. Так же в Нижнем Туга есть наземные склепы, а также уникальный для всего края храм-святилище и редкий наземный склеп с поминальной камерой. В последней собирались местные старейшины для решения важных вопросов. В ауле фиксируется ранние мусульманские мавзолеи и оригинальная мечеть, а на стенах башен многочисленные петроглифы. Рядом находится башенный замковый комплекс Верхний Туга в 400 метрах западнее. Состав комплекса входят 1 боевая и 8 жилых башен с оборонительной стеной. В отдалении на 500 метров выше к северо-западу находится замковый комплекс Туга.